# Nilradykał
Nilradykał – dla danego pierścienia przemiennego {\displaystyle A,} zbiór wszystkich jego elementów nilpotentnych.

## Własności
- Nilradykał jest ideałem, bo jeśli {\displaystyle a,x,y} są takimi elementami pierścienia {\displaystyle A,} że {\displaystyle x^{n}=0} i {\displaystyle y^{m}=0,} to

{\displaystyle (x+y)^{m+n-1}=0} i {\displaystyle (ax)^{n}=0.}
- Nilradykał jest częścią wspólną wszystkich ideałów pierwszych. Dowód jest oparty na lemacie Kuratowskiego-Zorna[2].
- Pierścień składa się wyłącznie z jedności i elementów nilpotentnych wtedy i tylko wtedy, gdy iloraz tego pierścienia przez jego nilradykał jest ciałem.
- Pierścień zawiera dokładnie jeden ideał pierwszy wtedy i tylko wtedy, gdy każdy jego element nieodwracalny jest nilpotentny.
- Jeżeli każdy ideał pierścienia niezawierający się w nilradykale zawiera element idempotenty, to nilradykał ten jest identyczny z radykałem Jacobsona.

## Przykłady
- W pierścieniu wielomianów zmiennych {\displaystyle X_{1},\dots ,X_{n}} o współczynnikach z pewnego pierścienia {\displaystyle A} nilradykał jest zbiorem tych wielomianów, których wszystkie współczynniki są elementami nilpotentnymi w {\displaystyle A.} W szczególności, twierdzenie to jest prawdziwe dla pierścienia wielomianów jednej zmiennej {\displaystyle A[X].}
- W pierścieniu {\displaystyle Z_{8}=\{0,1,2,3,4,5,6,7\}} reszt modulo 8 jedynym ideałem pierwszym jest {\displaystyle \{0,2,4,6\}.} Jednocześnie jest on nilradykałem, bo w {\displaystyle Z_{8}} mamy {\displaystyle 2^{3}=0,} {\displaystyle 4^{2}=0} i {\displaystyle 6^{3}=0.}
- W pierścieniu {\displaystyle Z_{36}} są dwa ideały pierwsze – ideały główne generowane przez reszty 2 i 3. Ich częścią wspólną jest ideał główny {\displaystyle (6)=\{0,6,12,18,24\},} który jest jednocześnie nilradykałem. Z drugiej strony, ideał (6) nie jest ideałem pierwszym, bo nie należy do niego ani 2, ani 3, a ich iloczyn jest równy reszcie 6, która należy do (6).
- W pierścieniu {\displaystyle Z_{180}} ideałami pierwszymi są ideały główne (2), (3) i (5), a nilradykałem jest (30).

## Literatura dodatkowa
- N. Bourbaki: Algebra przemienna (tłum. ros.). Wyd. 1. Mir, 1971. Brak numerów stron w książce
- S. Balcerzyk, T. Józefiak: Pierścienie przemienne. Wyd. 1. Państwowe Wydawnictwo Naukowe, 1985. ISBN 83-01-04874-3. Brak numerów stron w książce